# Bosques secos de la depresión de Chiapas
Los bosques secos de la depresión de Chiapas forman una ecorregión que pertenece al bioma de los bosques secos latifoliados tropicales y subtropicales, según la definición del Fondo Mundial para la Naturaleza. Se extiende a lo largo de la depresión central de Chiapas, en la región fronteriza entre México y Guatemala, y cubre una área de 13.900 km². Se encuentra a una altitud de 420-800 m s. n. m. y tiene un clima cálido y seco. 
Cuenta con una alta biodiversidad, con aproximadamente 980 especies de plantas, y contribuye el 40% de las especies endémicas de los ecosistemas secos de México. También forma un corredor que conecta dos zona biogeográficas importantes, la del golfo de México en el oriente y la del Pacífico en el occidente. 
La ecorregión se ve afectada por la ganadería, que es la principal causa de su destrucción, junto con los efectos de la tala de bosques y la expansión de la frontera agrícola.